# Андриково (Ярославская область)
Андриково — упразднённая деревня в Даниловском районе Ярославской области России. На момент упразднения входила в состав Даниловского сельсовета.

## География
Урочище находится в северо-восточной части области, в подзоне южной тайги, на правом берегу реки Пеленги, к востоку от автодороги 78К-0010, на расстоянии примерно 5 километров (по прямой) к северо-западу от города Данилова, административного центра района. Абсолютная высота — 136 метров над уровнем моря.

### Климат
Климат характеризуется как умеренно континентальный, с умеренно холодной зимой и относительно тёплым влажным летом. Среднегодовая температура воздуха — +3,5 °C. Средняя температура воздуха самого холодного месяца (января) — −11,1 °C (абсолютный минимум — −46 °C); самого тёплого месяца (июля) — +18,2 °C (абсолютный максимум — +38 °C). Безморозный период длится около 214 дней. Годовое количество атмосферных осадков составляет около 646 миллиметров, из которых большая часть (около 70 %) выпадает в тёплый период. Устойчивый снежный покров держится около 151 дня. Среднегодовая скорость ветра — 4,7 м/с.

## История
Упразднена в 2001 году.